# عقد الزواج في الإسلام

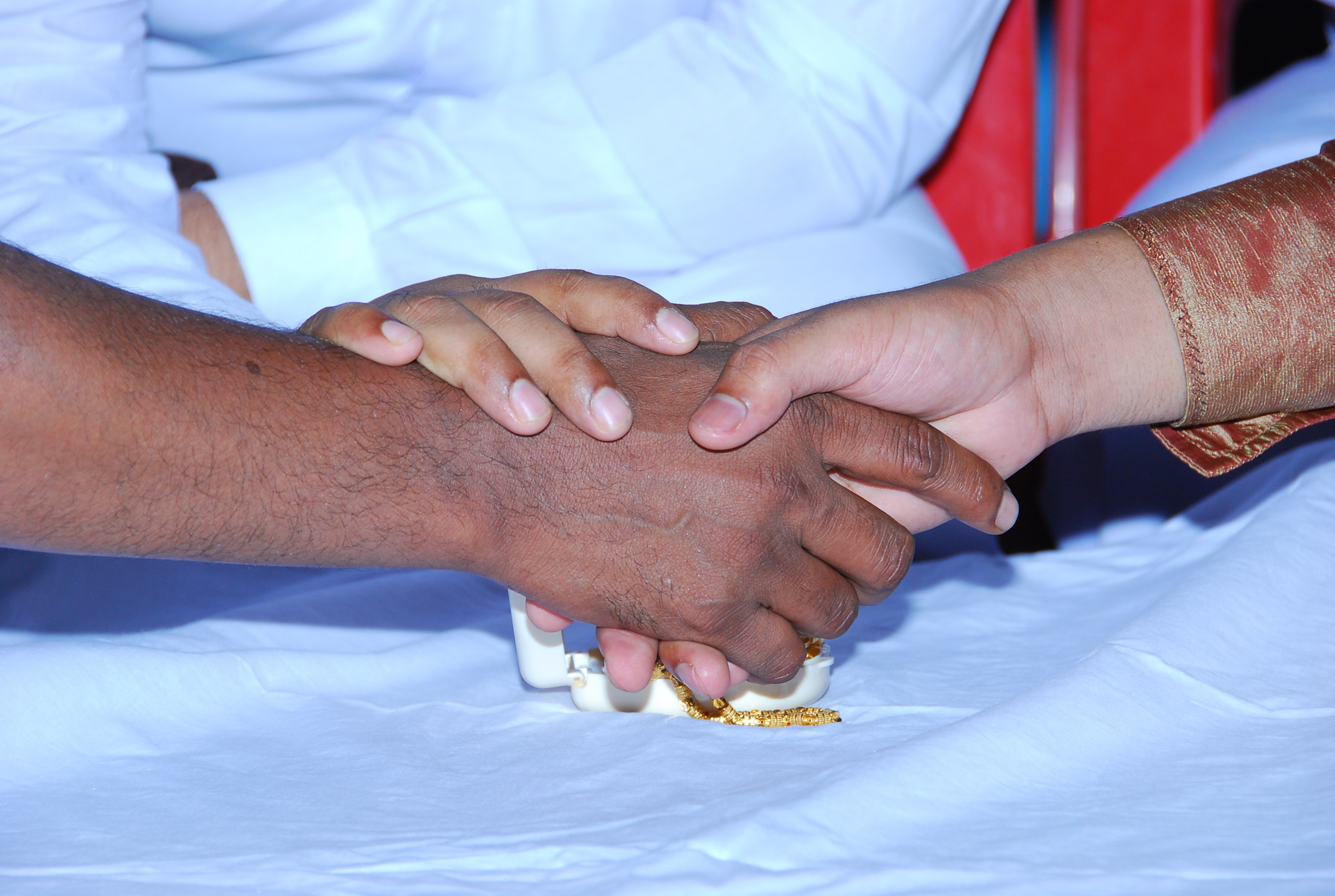
عقدة النكاح

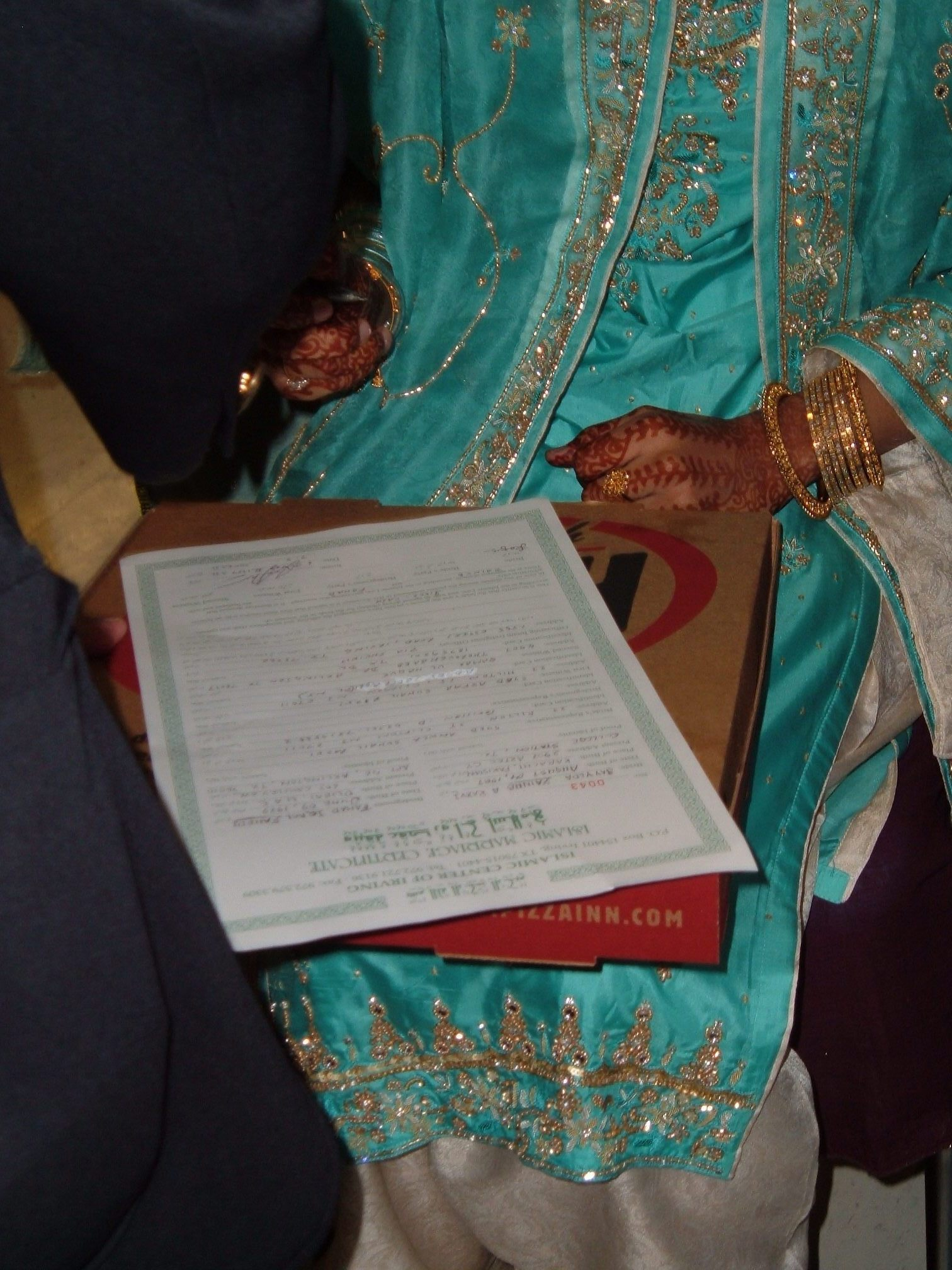
التوقيع على عقد النكاح

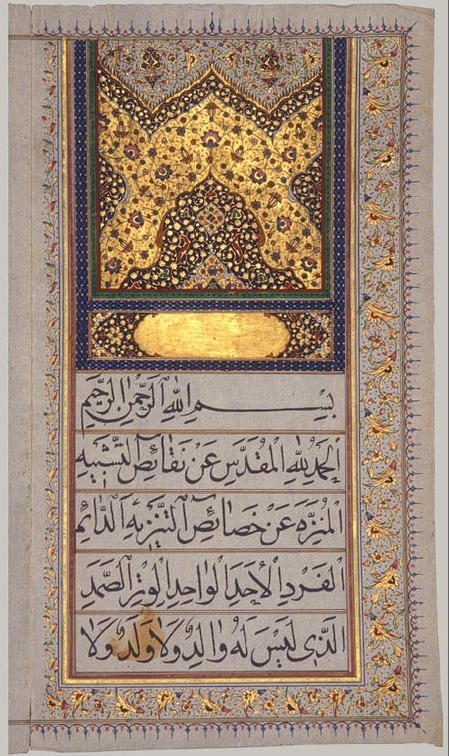
عقد زواج أبرم سنة 1874م

عقد الزواج في الإسلام هو اتفاق شرعي بين رجل وامرأة يشترط فيه التراضي بين الطرفين وموافقة ولي الأمر إن كان حيًا؛ وحضور الشهود؛ كما يعتبر المهر جزءًا أساسيًا فيه. وغالبًا ما يتم إجراء عقود الزواج عند رجل الدين ثم يتم تثبيتها بعد ذلك في المحكمة الرسمية.

## تعريفه
أولًا: العقد عند علماء اللغة: حول الربط والشد والإحكام.
ثانيًا: العقد عند فقهاء الشريعة: فمن توسع من الفقهاء في إطلاق لفظ العقد كل التزام لا يخلو من عهد والعهد يطلق على العقد. ومن ضيق فيه وقصره على أنه لا يكون إلا بين تصرفين صادرين من شخصين يرتبط كل منهما بالآخر. أو هو التصرف المتضمن إنشاء حق، أو نقله، أو إنهاءه أو إسقاطه دون أن يتوقف تمامه على تصرف من جانب اخر.

## شروط العقد
1. وجود طرفين (عاقدين) اما إذا كان طرفا واحدا، فغنه لا يستطيع أن يبرم بإرادته وحده.
2. صدور ما يدل على الرضا بين العاقدين.
  - مقارنة بين تعريف الفقهاء ورجال القانون: كل منهما يخص العقد بما يتم بإرادتين أما ما يتم بإرادة منفردة فليس بعقد عندهم.

تعريف الفقهاء قد يكون أحكام منطقيًّا، وأدق تصورًا من تعريف رجال القانون. للأمور الآتية:
1. أن العقد في نظر الفقهاء ليس هو اتفاق الارادتين نفسه بل الارتباط الذي يعتبره الشارع حاملا بهذا الاتفاق. أما التعريف الفقهي فأنه يعرفه بحسب واقعته الشرعية، وهي الارتباط الاعتباري.
2. أن تعريف العقد عند الفقهاء قد امتاز ببيان الأجزاء التي يتركب منها في نظر التشريع، وهي الإيجاب والقبول،. أما تعريف العقد عند رجال القانون فقد أغفل هذا البيان.

## أركان العقد
- الركن الأول :

صيغة العقد :
معنى الإيجاب والقبول :
فذهب الاحناف :
إلى أن الإيجاب ما صدر أولا من أحد العاقدين، والقبول ما صدر اخرا.
وذهب الجمهور إلى أن الإيجاب، ما صدر من المالك وإن جاء متاخرا والقبول : ما صدر من المتملك وإن صدر أولا.
ما يتحقق به الإيجاب والقبول :
أولا : اللفظ
هو الكلام الذي يعبر به العاقد عن إرادته الخفيه ذلك أن الإرادة لا تكون مناطا للحكم إلا إذا ظهرت في صورة محسوبة.
الفقهاء متفقون على ان العقود جميعها تنعقد باللفظ الدال على معنى العقد سواء أكان ذلك باللغة العربية أم العاميه وسواء كانت هذة الدلالة صريحه أم كانت بطريق الكتابة.
إلا أن جمهور استثنوا من ذلك عقد الزواج واشترطوا أن تكون الفاظه مشتقه من مدني نكح وزوج فلو قالت المراة ملكتك نفسى أو وهبتك نفسى بالف جنية لم ينعقد الزواج.
ووجهتهم في ذلك :

### أولا: قوله تعالى (فانكحوا ما طاب لكم من النساء).
ثانيا : أن الزواج عقد جليل القدر خطير الشأن وفيه معنى العبادة لله تعالى بتكثير من يعبدونه في هذا العالم. لذلك اشترط الشارع الشهادة فيه ولا يستطيع الشاهدان تحمل الشهادة الا إذا كان العقد بألفاظه صريحة واضحة في الزواج فيقتصر في التعبير عنه بما ورد في لسان الشرع.
غير أن الحنفية خالفوا في ذلك وقالوا إن عقد الزواج يصح انعقاده بكل لفظ يدل على تمليك العين في الحال كلفظ التمليك.
وأما من حيث الصيغة :
فاللفظ إما أن يكون فعلا أو اسما والفعل إما أن يكون.
فغن كان بصيغة الماضي : فقد اتفق الفقهاء على صحة الانعقاد به.
أما إذا كان بصيغة المضارع.
أما إذا كان بصيغة الاستقبال، وهي صيغة المضارع المقرون بالسين وسوف كما إذا قال البائع سأبيعك هذا بالف، فإن المضارع هنا لا يصلح لإنشاء العقد لأن اقترانه بالسين قرينه لفظية على أنه لا يقصد بها إنشاء العقد.
والراجح : ما ذهب اليه الجمهور لأنه الموافق لعرف الناس وعاداتهم.

### ثانيا: التعاقد بالكتابة
يرى جمهور الفقهاء أن التعاقد بالكتابة صحيح لأنها السبيل الثاني الذي يقطع في الدلالة على الإرادة سواء أكان العاقدان حاضرين ام كان أحدهما غائبا عن المجلس.
والتعاقد بالكتابة إذا كان بين غائبين فهو صحيح مطلقا، سواء اكان العقد زواجا ام غيره.
أما الشافعية : فإنهم خالفوا الجمهور وذهبوا إلى عدم انعقاد العقد بالكتابة إلا للضرورة.
والراجح : ما ذهب إليه الجمهور لأنه يتفق مع مقتضيات العصر وعرف الناس.

### ثالثا التعاقد بالإشارة
هي إحدى الوسائل التي يعبر بها عما في النفس.
ويستعملها من لا يقدر على النطق، وقد يلجأ إليها غيره ممن يمكنه الإفصاح عن رغبته باللفظ.
كما أن العبارة هي الأصل والإشارة فرع، ولا يعدل عن الأصل إلى الفرع إلا إذا تعذر العمل بالأصل.